# Antti Miettinen
Antti Miettinen (Finnország, Hämeenlinna, 1980. július 3. –) profi jégkorongozó.

## Karrier
Profi karrierjét a finn ligában kezdte 1998–1999-ben amikor 13 mérkőzésen bemutatkozott a HPK Hämeenlinnában. A következő szezonban már szinte teljesen a csapat része volt. A 2000-es junior jégkorong-világbajnokságon közepes teljesítményt nyújtott. A Dallas Stars választotta őt ki a 2000-es NHL-drafton a hetedik kör 224. helyén. 2002–2003-ig játszott hazájában és ebben az évben alapszakasz MVP lett. 2003–2004-ben 16 mérkőzésen játszhatott az NHL-ben a Dallasban, de a szezon több mint felét az AHL-es Utah Grizzliesben töltötte. A következő idényben csak 35 mérkőzést tudott vállalni és azokat is csak az AHL-es Hamilton Bulldogsban. 2005–2006-ban már 79 mérkőzést vagyis szinte a teljes idényt a dallasi gárdában játszhatta le. 2008-ig a Starsban szerepelt és egyre kevesebb mérkőzésen egyre több pontot szerzett. 2008. július 3-án három évre írt alá a Minnesota Wildhoz 7 millió $-ért. 2008–2009-ben élete legjobb szezonját érte el 44 ponttal 82 mérkőzésen. 2009–2010-ben is a Wild játékosa volt és élete legjobb NHL-es szezonját teljesítette 20 góllal. A következő bajnoki idényben is a Minnesota játékosa volt de gyengébb játékkal és a rájátszásba már sokadik éve nem jutottak be. 2011–2012-ben a KHL-es AK-Barsz Kazanyhoz igazolt Oroszországba. 20 mérkőzés után viszont visszatért az NHL-be, az újonnan alakult Winnipeg Jetsbe ahol 45 mérkőzésen 13 pontot szerzett és a rájátszásba ismét nem jutottak be.

## Nemzetközi szereplés
Első válogatottbeli szereplése a 2000-es junior-világbajnokság volt. Legközelebb a 2002-es felnőtt világbajnokságon került be a keretbe. A következő évben is kivitték a világbajnokságra. A 2006-os téli olimpián nem tudott játszani sérülés miatt, de ugyan ebben az évben a világbajnokságon már részt tudott venni, ahol bronzérmes lett. A 2007-es világbajnokságon már ezüstérmet nyert. A 2009-es világbajnokságon nagyon jól játszott de nem tudta éremhez segíteni a finneket. Képviselte hazáját a 2010-es téli olimpián ahol bronzérmes lett a finn válogatottal. Az olimpia után nem sokkal részt vett a jégkorong-világbajnokságon. A finn válogatott kikapott a negyeddöntőben a csehektől és 6. lett.

## Karrier statisztika
| 1998–1999            | HPK Hämeenlinna      | SM-liiga             | 13  | 0  | 0   | 0   | 2   | 4  | 0 | 0  | 0  | 0  |
| 1999–2000            | HPK Hämeenlinna      | SM-liiga             | 39  | 2  | 1   | 3   | 8   | 7  | 1 | 0  | 1  | 2  |
| 2000–2001            | HPK Hämeenlinna      | SM-liiga             | 55  | 13 | 11  | 24  | 20  | —  | — | —  | —  | —  |
| 2001–2002            | HPK Hämeenlinna      | SM-liiga             | 56  | 19 | 37  | 56  | 50  | 8  | 2 | 4  | 6  | 8  |
| 2002–2003            | HPK Hämeenlinna      | SM-liiga             | 53  | 25 | 25  | 50  | 54  | 10 | 1 | 7  | 8  | 29 |
| 2003–2004            | Utah Grizzlies       | AHL                  | 48  | 7  | 23  | 30  | 20  | —  | — | —  | —  | —  |
| 2003–2004            | Dallas Stars         | NHL                  | 16  | 1  | 0   | 1   | 0   | —  | — | —  | —  | —  |
| 2004–2005            | Hamilton Bulldogs    | AHL                  | 35  | 8  | 20  | 28  | 21  | 4  | 1 | 1  | 2  | 6  |
| 2005–2006            | Dallas Stars         | NHL                  | 79  | 11 | 20  | 31  | 46  | 5  | 0 | 1  | 1  | 8  |
| 2006–2007            | Dallas Stars         | NHL                  | 74  | 11 | 14  | 25  | 38  | 4  | 1 | 1  | 2  | 2  |
| 2007–2008            | Dallas Stars         | NHL                  | 69  | 15 | 19  | 34  | 34  | 15 | 1 | 1  | 2  | 0  |
| 2008–2009            | Minnesota Wild       | NHL                  | 82  | 15 | 29  | 44  | 32  | —  | — | —  | —  | —  |
| 2009–2010            | Minnesota Wild       | NHL                  | 79  | 20 | 22  | 42  | 44  | —  | — | —  | —  | —  |
| 2009–2010            | Minnesota Wild       | NHL                  | 79  | 20 | 22  | 42  | 44  | —  | — | —  | —  | —  |
| 2010–2011            | Minnesota Wild       | NHL                  | 73  | 16 | 19  | 35  | 38  | —  | — | —  | —  | —  |
| 2011–2012            | Ak-Barsz Kazany      | KHL                  | 20  | 2  | 6   | 8   | 8   | —  | — | —  | —  | —  |
| 2011–2012            | Winnipeg Jets        | NHL                  | 45  | 5  | 8   | 13  | 0   | —  | — | —  | —  | —  |
| NHL Összesített      | NHL Összesített      | NHL Összesített      | 517 | 94 | 131 | 225 | 232 | 24 | 2 | 3  | 5  | 10 |
| AHL Összesített      | AHL Összesített      | AHL Összesített      | 83  | 15 | 43  | 58  | 41  | 4  | 1 | 1  | 2  | 6  |
| SM-liiga Összesített | SM-liiga Összesített | SM-liiga Összesített | 213 | 59 | 74  | 123 | 134 | 29 | 4 | 11 | 15 | 39 |

## Díjai
- Kultainen kypärä: 2003 (a játékosok által választott legjobb játékos az SM-liiga-ban)
- Lasse Oksanen-trófea: 2003 (a legjobb játékos az alapszakaszban az SM-liiga-ban)
- Világbajnoki ezüstérem: 2007
- Világbajnoki bronzérem: 2006
- Olimpiai bronzérem: 2010